# Ceraia similis
Ceraia similis är en insektsart som beskrevs av Andrew Nelson Caudell 1906. Ceraia similis ingår i släktet Ceraia och familjen vårtbitare. Inga underarter finns listade i Catalogue of Life.